# Spirophorida
De Spirophorida vormen een orde binnen de klasse der Demospongiae (gewone sponzen). Deze sponzen zijn doorgaans bolvormig en bezitten een skelet van kiezelnaalden en fijne structuren.
Soorten uit de orde komen voor op dieptes vanaf ongeveer 1800 meter, meestal op verscholen en donkere plaatsen, met voorkeur op een rotsachtige bodem. Daar hechten ze zich vast en voeden ze zich met plankton, algen en kleine schaaldieren. De meeste van deze soorten dienen echter als voedsel voor zeeschildpadden.

## Taxonomie
- Familie Samidae
- Familie Spirasigmidae
- Familie Tetillidae